# Chantillac

Chantillac este o comună în departamentul Charente, Franța. În 1 ianuarie 2022 avea o populație de 372 de locuitori.